# Aimone Duce
Aimone Duce  est un peintre italien né en Lombardie, qui fut actif au XVe siècle dans le Canavais et le  Val d'Aoste. 

## Biographie
Aimone Duce, natif de la Lombardie, arriva dans le Canavais dans le premier quart du XVe siècle. Après avoir peint pour Ludovico di Savoia-Acaia dans la Maison blanche de Pinerolo (1417-1418), il a été peintre à la cour de Savoie.

## Œuvres
- Fresques (signées) (1426-1428), Chapelle des Missions, Villafranca Sabaudia
- Fresques, chapelle Santa Maria della Stella, Macello[2].

## Sources
- x